# 다카하시 명인의 모험섬
《다카하시 명인의 모험섬》(高橋名人の冒険島)는 일본 허드슨 소프트사의 플랫폼 게임으로, 1986년 9월 12일 일본에서 발매되었다. 현재 허드슨 소프트에서 근무하고 있는 사원인 다카하시 토시유키(高橋利幸)를 소재로 했던 패미컴 게임이었다. 영어판 제목은 '어드벤처 아일랜드 (Adventure Island)'다.
북미판에서는 '다카하시 명인'의 이름이 '마스터 히긴스(Master Higgins)'로 개명되었다.
슈퍼패미콤으로는 다카하시 명인의 대모험섬(高橋名人の大冒険島)가 있으며 영어판 제목은 '슈퍼 어드벤처 아일랜드 (Super Adventure Island)'다.

## 시리즈 목록
다카하시 명인의 모험섬
(1986)
어드벤처 아일랜드 2
(1990)
어드벤처 아일랜드 3
(1992)

## 게임 규칙

### 스테이지
스테이지는 8개의 지역(Area)으로 나뉘어 있고 각 지역마다 4개의 라운드로 나뉘어 있으며, 각 라운드마다 4개의 존으로 나뉘어 있다.

### 목숨
주인공이 적, 적의 공격, 모닥불, 방해물에 부딪히거나 낭떠러지로 떨어질 경우 죽게 된다. 또한 바위에 걸리거나 시간이 경과하여 생명력 게이지가 줄어 없어질 경우에도 죽게 된다.
생명력 게이지는 게임 도중에 나오는 과일이나 알에서 나오는 아이템 등을 통해 얻을 수 있으며 최대치는 13이다.
죽었을 때에는 목숨이 한 개 줄어들고, 진행하던 존의 첫부분부터 다시 시작되며 남은 목숨이 0개 미만이 되면 게임 오버가 된다.
점수가 5만점, 10만점, 20만점씩 넘을 때마다 목숨이 하나씩 올라간다.

### 공격 수단
처음에는 어떠한 공격 수단도 없이 시작하지만 알이나 특정 장소에서 무기를 얻을 수 있다.

## 알 및 아이템
알은 직접 스치거나 무기로 두 번 때려서 깰 수 있으며 알 속에는 여러 가지 아이템이 들어있다.
화면상에 보이지 않는 숨겨진 알도 있는데, 무기를 쏘면 쏜 무기가 중간에 사라지는 곳이 숨겨진 알이 있는 자리이며 그 자리에서 점프하면 알이 나온다.
참고로 쏜 무기가 중간에 사라지지만 점프해도 알이 안 나오는 곳은 보너스 스테이지로 갈 수 있는 자리이다.
그 자리에 계속 서있으면 화면 아래에서 구름이 올라오면서 여러 가지 과일이 있는 보너스 스테이지로 갈 수 있다. 보너스 스테이지의 과일은 종류에 관계없이 모두 500점이다.
보너스 스테이지에서 낭떠러지로 추락하면, 진행 중인 스테이지의 다음 존으로 이동된다.

### 과일
일곱 종류가 있으며 생명력이 1 회복된다. 점수는 사과, 바나나 : 50점, 당근, 토마토, 포도, 파인애플(?) : 100점, 멜론 : 200점

### 돌망치
기본적인 무기로 던지면 포물선 모양으로 날아간다. 땅에 떨어지면 사라지고 바위는 맞출 수 없다.

### 불꽃
2차 무기로 던지면 포물선 모양으로 날아간다. 땅에 떨어지면 사라지고 바위까지 맞춘다.돌망치를 획득한 상태에서 숨겨진 알을 깨면 얻을 수 있다.
돌망치보다 사정거리가 길다. 각도가 완만하게 날아가 2개이상 쏜이후로는 더쏠수 없어 곤란해지고 한다

### 포트(Pot)
각 라운드마다 한 개씩 있는 득점 아이템 (1000점). 몇몇 라운드에서는 특정 적이나 장애물에 부딪쳐야 나오는 경우도 있다. 포트를 먹고 라운드를 깰 경우 점수를 두 배로 받는다.

### 컨트롤러
코요테를 뒤에서 잡으면 나오는 득점 아이템. 점수는 1000점.

## 평가
| 평가                                                     |        |
| -------------------------------------------------------- | ------ |
| 평론 점수 평론사 점수 올게임 [ 1 ] 게임스팟 6.5/10 [ 2 ] |        |
| 평론 점수                                                |        |
| 평론사                                                   | 점수   |
| 올게임                                                   | [ 1 ]  |
| 게임스팟                                                 | 6.5/10 |